# Rivière du Chêne (rivière des Mille Îles)
Pour les articles homonymes, voir Chêne (homonymie).
La rivière du Chêne est un affluent de la rivière des Mille Îles, coulant sur la rive nord du fleuve Saint-Laurent, dans les villes de Mirabel et de Saint-Eustache, dans la région administrative des Laurentides, au sud-est du Québec, au Canada.

## Géographie
La rivière du Chêne draine vers le sud-est une zone agricole qui s'étend au sud du village de Sainte-Scholastique, située dans la partie sud de Mirabel, jusqu'à l'autoroute 640. Le reste de son cours traverse Saint-Eustache vers l'est, jusqu'à sa confluence dans la rivière des Mille Îles.
La rivière du Chêne prend sa source dans le secteur de Sainte-Scholastique. Cette source est située à :
- 5,5 km à l'ouest du centre du village de Sainte-Scholastique de Mirabel ;
- 20,7 km au nord-ouest de l'autoroute 640 ;
- 22,8 km au nord-ouest de la confluence de la rivière du Chêne, avec la rivière des Mille Îles.

Parcours de la rivière
À partir sa source, la rivière du Chêne coule sur 25,4 km, selon les segments suivants :
- 1,5 km vers le sud-est, jusqu'au pont de la route 148 ;
- 3,3 km vers le sud-est en recueillant les eaux de La Belle Rivière (venant du nord-est), jusqu'au pont routier du rang Saint-Vincent ;
- 6,0 km vers le sud-est, jusqu'au pont routier du rang Saint-Étienne ;
- 2,3 km vers le sud-est en passant sous le pont du rang Saint-Joachim, jusqu'à la limite de Saint-Eustache, soit à la confluence de Petite Rivière (venant de l'ouest) ;
- 2,0 km vers le sud-est formant la limite entre Mirabel et Saint-Eustache, jusqu'au chemin de fer ;
- 0,7 km vers le sud-est formant la limite entre Mirabel et Saint-Eustache ;
- 1,4 km vers le sud-est jusqu'au pont routier de la Montée Laurin ;
- 5,7 km vers l'est en passant sous le pont du boulevard Industriel, jusqu'au pont de l'autoroute 640 ;
- 2,5 km vers l'est en traversant la partie urbaine de Saint-Eustache et en passant sous le boulevard Pie-XII, la rue Féré et la rue Saint-Louis, jusqu'à la confluence de la rivière[2].

La confluence de la rivière du Chêne se déverse sur la rive nord de la rivière des Mille Îles dans Saint-Eustache. Cette confluence est située à 0,4 km en amont du pont Arthur-Sauvé qui enjambe la rivière des Mille Îles.

## Toponymie
Le chêne est une espèce d'arbre feuillu fort répandu sur la rive nord de la rivière des Outaouais et de la rivière des Mille Îles.
La rivière du Chêne traverse le territoire de l'ancienne seigneurie du Chêne à laquelle elle avait donné son nom. Ce toponyme figure en 1714 dans l'acte de concession de la seigneurie des Mille Îles.
Le toponyme rivière du Chêne a été officialisé le 5 décembre 1968 à la Banque des noms de lieux de la Commission de toponymie du Québec.